# 凱文·利瑪
凱文·利瑪（英語：Kevin Lima，1962年—） 是一名美国动画师和电影导演。他导演了多部迪士尼电影，包括1995年的 A Goofy Movie ，1999年的《泰山》，2000年的《102斑点狗》和2007年的真人动画《魔法奇缘》。他妻子是动画师和电影导演布兰达·查普曼。

## 生平
1962年生于罗得岛州波塔基特，在加州艺术学院学习电影和动画制作。

## 导演作品
- A Goofy Movie (1995)
- 泰山/Tarzan (1999) (与Chris Buck联合执导)
- 102斑点狗/102 Dalmatians (2000)
- Eloise at the Plaza (2003)
- Eloise at Christmastime (2003)
- 魔法奇缘/Enchanted (2007)